# Racing Club Madrid
Racing Club Madrid is een voormalige Spaanse voetbalclub uit Madrid die in haar beginperiode uitermate succesvol was. De club speelde in de Campeonato Centro, het kampioenschap van de regio Madrid.

## Geschiedenis
In 1911 ziet Racing Club Madrid haar onofficiële levenslicht als het wordt opgericht als filiaal van Club Deportivo Español. Eind 1914/begin 1915 schrijft Racing Club de Madrid zich in als lid van de voetbalfederatie en meteen wint het de Campeonato Centro. Echter de teleurstelling is groot als de club niet mee mag doen aan de Campeonato de España omdat de club nog niet 6 maanden is ingeschreven als lid van de voetbalfederatie. Pas in 1918 is de officiële oprichting van de club als het fuseert met Regional FC en Cardenal Cisneros. Racing Club krijgt de populaire bijnaam Racing Club de Chamberí omdat de club uit de wijk 'Chamberí' afkomstig is.
In de jaren 20 heeft de club te lijden onder het professionalisme in het voetbal en is het genoodzaakt om haar stadion te kopen. Hiervoor vangt het veel geld en de club bouwt een nieuw stadion in Vallecas waar later Athletic Aviación en Rayo Vallecano nog hun wedstrijden zullen spelen. Begin jaren 30 begint de teloorgang van Racing Club de Madrid als het een tour maakt door Zuid-Amerika wat op een financieel fiasco uitloopt. De club raakt in de geldproblemen en de Madrileense voetbalfederatie besluit Racing Club te degraderen naar de tweede divisie vanwege de schulden. De club gaat niet akkoord en besluit de voetbalactiviteiten te staken.
In de jaren 40 keert Racing Club weer terug op het voetbaltoneel, maar onder een nieuwe naam: Agrupación Recreativa Chamberí. Dit is een vereiste van de Madrileense voetbalbond om weer te mogen voetballen. Het wordt landskampioen van de recreatie-elftallen en tot begin jaren 70 is de club nog op (semi)professioneel niveau te zien (Tercera División). Daarna zakt de club af en verdwijnt begin jaren 80 compleet van het voetbaltoneel.

## Erelijst
- Campeonato Centro: 1915 en 1919